# Thalach
Die Thalach ist ein etwa 18 Kilometer langer Bach in den mittelfränkischen Landkreisen Roth und Weißenburg-Gunzenhausen. Er fließt von Laibstadt in östlicher Richtung und mündet nahe der Autobahn A 9 in die Schwarzach.

## Name
Der Bach wird 1080 („fluvium Dolaha“) erstmals schriftlich erwähnt. Das Bestimmungswort leitet sich vom germanischen *dula- mit der Bedeutung „verrückt, toll, dumm, benommen“ im Sinne von „reißend“ ab.

## Geographie

### Verlauf
Die Thalach entsteht durch den Zusammenfluss vieler kleiner Quellen in einem Waldgebiet am Trauf der Weißenburger Alb im Landkreis Weißenburg-Gunzenhausen. Der Hauptquellarm entspringt dem Strohbrunnen am Oberhang etwa einen Kilometer nordöstlich der Ortsmitte von Bergen und fließt zunächst nordöstlich, sammelt bis zum Hangfuß etwa anderthalb Kilometer südöstlich des Heidecker Gemeindeteils Laibstadt die ersten Zuflüsse. In flacherem Lauf passiert der Bach im Albvorland den Ort Laibstadt an dessen Ostseite und wendet sich dann nach Osten. In ihrer zunächst noch flachen Talmulde durchquert die Thalach die Ortschaften Aberzhausen und Alfershausen und verläuft von dort dauerhaft nach Ostsüdosten. Etwa im folgenden Thalmässing tritt sie dabei in ein tiefes Tal wieder in die Frankenalb ein. Danach durchquert sie in naturnahem Verlauf das Naturschutzgebiet Thalachwiesen, passiert noch die zum Gemeindeteil Kleinhöbing gehörende Zinkelmühle und mündet kurz danach zwischen der Schnellfahrstrecke Nürnberg–Ingolstadt und der Bundesautobahn 9 in die Schwarzach.
Die Thalach durchläuft den nördlichen Naturpark Altmühltal.
Sie wird ab etwa Laibstadt von der Staatsstraße St 2389 begleitet, ab Alfershausen von der St 2225 und ab Thalmässing bis zur Mündung schließlich von der St 2227.

### Einzugsgebiet
Das Einzugsgebiet umfasst etwa 63 km² und liegt, naturräumlich gesehen, mit seinem Nordteil im Vorland der Südlichen Frankenalb, überwiegend im Unterraum Thalach-Quellgebiet, bei Thalmässing kurz in den Staufer Eisensandsteinbergen. Der südliche Teil danach gehört zum Unterraum Schwarzach-Thalach-Taltrichter der Südliche Frankenalb.
Im Norden grenzt es an das Einzugsgebiet der Roth, die über Rednitz, Regnitz, Main und schließlich Rhein zur Nordsee entwässert, während der Abfluss der Thalach letztlich über die Donau das Schwarze Meer erreicht. Deshalb ist die nördliche Wasserscheide als Teil der Europäischen Hauptwasserscheide hydrologisch die bedeutendste. Sie verläuft hier, anders als meist sonst, vor dem Albtrauf und ist in der Natur wenig auffällig. Hinter der prominenteren südlichen Wasserscheide auf dem Albtrauf entwässert die Albhochfläche überwiegend zur Anlauter, dem nächsten großen Nebenfluss der Schwarzach.

### Zuflüsse
Zuflüsse der Thalach von der Quelle zur Mündung. Auswahl.
- Weschelbach (links, 2,1 km und 4,4 km²[2])
- Weihersbach (links)
- Weidlingbachl (rechts)
- Sichletsbach (links)
- Naßwiesengraben (links)
- Fischleinsbach (rechts, 3,5 km und 4,2 km²[2])
- Rumpelbach (rechts)
- Hagenicher Mühlbach (rechts, 2,7 km und 4,6 km²[2])
- Schwimbach (links, 6,1 km und 6,7 km²[2])
- Feinschlucker Graben (rechts)
- Erlesgraben (links)
- Mühlbach (rechter Teilungsarm)